# Forêts de conifères des montagnes Rocheuses
Localisation
Les montagnes Rocheuses sont une grande chaîne de montagne intracontinentale, qui se trouvent à l’ouest de l’Amérique du Nord. Elles sont nommées Rockies ou Rocky mountain en anglais.
Les Rocheuses s’étendent dans la plus grande partie de l’Ouest de l’Amérique du Nord, s’étalant sur 24 degrés de latitude, et s'élevant à altitude pouvant aller de 550 mètres à 4 400 mètres. Ces caractéristiques font que les Rocheuses disposent d’une grande variation de climat et d'une grande quantité de biomes différents.
Grâce à cette diversité de milieux, une abondante flore et faune habite les Rocheuses. De nombreuses associations végétales y ont donc pris place, en particulier les forêts de conifères tempérées. Celles-ci couvrent une superficie d'environ 1 209 950 km2 des Rocheuses, et se développent très bien dans certains milieux qu’offre la chaine de montagne.

## Géographie

### Localisation et climat
Les montagnes Rocheuses s’étendent dans deux pays : le Canada, et les États-Unis. Les États de ces deux pays qui sont parcourus par la chaîne de montagne sont Alberta, Colombie-Britannique, Colorado, Idaho, Montana, Nouveau-Mexique, Utah, et Wyoming.
À l’Est des Rocheuses, se trouvent des plaines semi-arides nommées les Grandes plaines ou Grassland, qui servaient à l’époque de pâturage aux bisons. Elles sont à présent utilisées pour des cultures agricoles. Les Rocheuses en soi préviennent la formation des prairies, car elles possèdent des milieux où le climax est la forêt, et où il n’y a pas de possibilité d’exploitation agricole.
À l’Ouest des Rocheuses, se trouve l’Intermountain Region, puis des chaînes de montagnes côtières, qui sont composées des Cascades et de la Sierra Nevada. Ces chaînes donnent ensuite sur les côtes de l’océan Pacifique.
Le pic d’altitude le plus élevé des Rocheuses se situe au mont Elbert, qui atteint une hauteur de 4 400 mètres, tandis que l’altitude la plus basse se situe à la limite des prairies, qui se trouvent à 550 mètres environ.
La latitude limite au Nord se situe à environ 59°N, tandis que la latitude au Sud se situe à 35°.
La température moyenne en janvier se situe entre −7 °C, dans les régions de Prince George en Colombie britannique, tandis qu’elle atteint à 6 °C au Colorado, à Trinidad. Les précipitations moyennes varient de 250 millimètres par année dans les vallées du Sud, tandis qu’elle peut atteindre 1 500 millimètres dans les hauteurs nordiques.

### Parc Nationaux
De nombreux parcs nationaux existent dans les montagnes Rocheuses. En voici la liste :
Aux États-Unis :
- parc national de Rocky Mountain ;
- parc national de Yellowstone ;
- parc national de Grand Teton ;
- parc national de Glacier

Au Canada :
- parc national de Banff ;
- parc national de Jasper ;
- parc national de Kootenay ;
- parc national des Lacs-Waterton ;
- parc national de Yoho.

### Division des Rocheuses
Il est possible de diviser les montagnes Rocheuses en quatre parties : l’Extrême Nord (ou boréal), Le Nord (ou central), le Sud, et le Madréen. Ces quatre parties sont visibles sur la carte ci-contre, les lignes horizontales noires séparant les différentes régions.

#### Les Rocheuses de l'Extrême Nord (ou boréales)
Elles se situent environ à 53-65° N latitude. Les Rocheuses de l'extrême Nord s’appellent également la région boréale des Rocheuses, et sont une subdivision des Rocheuses canadiennes.
La forêt des Rocheuses de l’extrême nord est une sorte une transition entre la véritable forêt boréale et la forêt tempérée de montagne. La limite nordique véritable de la région peut être définie grâce à deux espèces de conifères, Abies lasiocarpa et Pinus contorta, dont le territoire s’arrête dans le centre du Yukon. La limite Sud de la région boréale des Rocheuses est controversée, mais selon R.K Peet, elle se trouve au croisement de deux rivières, que sont Peace river et Fraser river, où Picea glauca est largement dominant. Cette frontière régionale coïncide avec la limite nord de deux espèces très importantes dans les Rocheuses centrales, Picea engelmannii et Pseudotsuga menziesii qui y prennent le rôle de Picea glauca.
Certains placent la limite Sud à la frontière entre la Colombie-Britannique et l'Alberta.

#### Les Rocheuses du Nord (ou centrales)
Elles se situent environ entre les degrés de latitude 45° à 53°.
Cette région est délimitée au Nord par le parc national de Jasper, situé dans l’Alberta. La rivière nommée Wind River et les montagnes Bighorn dans le Wyoming sont parfois également utilisées pour départager les Rocheuses centrales et boréales (Hunt 1967). L’espèce typique de cette partie des Rocheuses est Pinus albicaulis, tandis que la région floristique caractéristique est très liée aux montagnes nommées Cascades mountains, à Keene. Certains versants ouest de basse altitude abritent des espèces qui sont rares dans le reste des Rocheuses, tels Tsuga heterophylla, Thuja plicata, et Taxus brevifolia. En haute altitude, on trouve  Tsuga mertensiana et Larix lyallii, qui sont également des espèces peu communes dans les autres parties dans ces montagnes.

#### Les Rocheuses du Sud
Leurs limites latitudinales sont entre 35°–45°.
Selon Axelrod et Raven (1985), la limite Sud se trouve à la frontière Sud du Nouveau Mexique ainsi qu'à celle de l’Arizona. Pourtant, d’autres comme Mitchell (1976), préfèrent délimiter les Rocheuses du Sud en traçant une droite entre le Sud-ouest de l’Arizona et le Salt Lake.
Les espèces vraiment typiques de cette partie des Rocheuses sont Pinus aristata et Pinus longaeva. Pinus edulis et Juniperus monosperma sont également des espèces typiques, mais leur limite s’arrête avant la limite du Sud des Rocheuses.
Cette dernière est difficile à définir floristiquement. En effet, le versant Ouest des Rocheuses étant protégé des masses d’air provenant de l’Arctique, l’hiver est bien moins rude de ce côté. Ainsi, certaines espèces, comme Quercus gambelii, qui est une des espèces les plus nordiques de la zone madréenne, s’étend sur le versant Ouest jusqu’au Salt Lake, mais n’est presque pas présent au Colorado, qui est dans le versant Est des Rocheuses.

#### Les Rocheuses madréennes
Elles se situent entre les degrés 19° et 35°. Cette partie des Rocheuses est caractérisée par de nombreuses espèces typiques qui aiment les étés secs et les hivers froids, mais peu s’étendent de part et d’autre des limites Nord et Sud du Madréen. La seule espèce dont le territoire s’étend du Nord au Sud des Rocheuses madréennes est Pinus cembroides.
Les pins (Pinus) et les chênes (Quercus) sont particulièrement présents (Perry 1991; Nixon 1993). La flore de cette région a probablement évolué au départ au Mexique, dans la Sierra Madre (Axelrod 1958, 1979), pour ensuite s’étendre dans le Nord après la fin de la dernière glaciation.
La diversité et l’hétérogénéité de la flore de la région madréenne va probablement provoquer une division plus fine de cette partie des Rocheuses.

## Forêts de conifères tempérées des montagnes Rocheuses

### Description générale
Les forêts de conifères tempérées sont des forêts ayant besoin d’étés chauds et d'hivers doux. Elles se situent donc généralement dans le biome terrestre défini comme tempéré. Les précipitations doivent simplement fournir assez d’eau pour qu’une forêt puisse se développer. Ces facteurs peuvent être réunis dans des endroits proches des côtes, qui sont des milieux exposés à beaucoup de pluviosité, ou en montagne, où les précipitations sont moindres.
Les espèces d’arbre présentes dans ces forêts sont habituellement en majorité des conifères, mais il arrive que des arbres caducs s’y mêlent de façon plus ou moins importante. Les genres les plus courants dans les forêts de conifères tempérées sont Abies (le sapin), Cedrus (le cèdre), Cyprus (le cyprès), Juniperus (genévrier), Picea (épicea), Pinus (pin), Podocarpus (podocarpus), Taxus (if).

### Liste des forêts de conifères tempérées des montagnes Rocheuses
| Liste des Forêts de conifères tempérées | Liste des Forêts de conifères tempérées                           | Liste des Forêts de conifères tempérées | Liste des Forêts de conifères tempérées | Liste des Forêts de conifères tempérées | Liste des Forêts de conifères tempérées | Liste des Forêts de conifères tempérées | Liste des Forêts de conifères tempérées |
| Code                                    | Nom                                                               | Superficie                              | Temp. moy. été                          | Temp. moy. hiver.                       | Préc. min.                              | Préc. max.                              |                                         |
| --------------------------------------- | ----------------------------------------------------------------- | --------------------------------------- | --------------------------------------- | --------------------------------------- | --------------------------------------- | --------------------------------------- | --------------------------------------- |
| NA0501                                  | Forêts des montagnes de l'Alberta                                 | 39 885 km2                              | −7,5 °C                                 | 12 °C                                   | 600 mm                                  | 800 mm                                  |                                         |
| NA0502                                  | Forêts des contreforts de l'Alberta et de la Colombie-Britannique | 120 434 km2                             | −10 °C                                  | 15 °C                                   | 400 mm                                  | 600 mm                                  |                                         |
| NA0503                                  | Forêts des montagnes de l'Arizona                                 | 109 038 km2                             | ?                                       | ?                                       | 635 mm                                  | 1 000 mm                                |                                         |
| NA0509                                  | Forêts montagneuses du centre de la Colombie-Britannique          | 71 742 km2                              | −8,5 °C                                 | 12 °C                                   | ?                                       | ?                                       |                                         |
| NA0511                                  | Forêts des Rocheuses du Colorado                                  | 132 841 km2                             | ?                                       | ?                                       | ?                                       | ?                                       |                                         |
| NA0512                                  | Forêts orientales des Cascades                                    | 55 166 km2                              | ?                                       | ?                                       | ?                                       | ?                                       |                                         |
| NA0514                                  | Complexe du plateau et du bassin du Fraser                        | 137 110 km2                             | - 7,5 °C                                | 12,5 °C                                 | 250 mm                                  | 800 mm                                  |                                         |
| NA0515                                  | Forêts d'altitude du Grand Bassin                                 | 5 698 km2                               | ?                                       | ?                                       | 130 mm                                  | 490 mm                                  |                                         |
| NA0518                                  | Forêts du Centre-Nord des Rocheuses                               | 246 515 km2                             | ?                                       | ?                                       | ?                                       | ?                                       |                                         |
| NA0521                                  | Forêts alpines transitionnelles du Nord                           | 25 640 km2                              | −9 °C                                   | 13,5 °C                                 | 600 mm                                  | 2 500 mm                                |                                         |
| NA0522                                  | Forêts sèches de l'Okanagan                                       | 53 353 km2                              | −2,5 °C                                 | 16,5 °C                                 | 600 mm                                  | 1 000 mm                                |                                         |
| NA0527                                  | Forêts de la Sierra Nevada                                        | 52 835 km2                              | ?                                       | ?                                       | ?                                       | ?                                       |                                         |
| NA0528                                  | Forêts du Sud des Rocheuses centrales                             | 159 693 km2                             | ?                                       | ?                                       | ?                                       | ?                                       |                                         |

## Description des forêts des Rocheuses, et facteurs d’influence
On peut voir sur la carte de l'infobox, qu’il existe deux types de végétation dans les montagnes Rocheuses : les conifères tempérées, et la forêt boréale (également appelée taïga).
Les forêts de conifères tempérées des montagnes Rocheuses sont les forêts de conifères les plus diversifiées du Nouveau Monde. Elles possèdent une dominance des genres Pseudotsuga, Picea, Abies, et Pinus. Les forêts de conifères tempérées des Rocheuses se trouvent entre le degré 65° N et le degré 19° N en latitude, et entre les degrés 100°W et 140° W en longitude. La productivité annuelle de ces forêts se situe entre 600 et 1 100 g/m2. Ce type de forêt est très étendu dans les Rocheuses, mais est très disparate. Seul l’arbre Populus tremuloides est présent dans toutes les forêts de conifères tempérées des Rocheuses. Pseudotsuga menziesii et Pinus ponderosa se trouvent également dans la plupart de la région. Les limites supérieures, c’est-à-dire l’altitude maximale où l’on peut trouver de la végétation, augmente d’environ 100 mètres par degré de latitude en direction du Sud, tandis que les forêts sont de plus en plus épaisses en direction du Nord. Ceci est expliqué entre autres par le fait que l’humidité est plus grande et que la température baisse en direction du Nord.
La région ne possède pas de famille de plante vasculaire endémique, mais possède de nombreuses espèces endémiques. Par exemple, dans la province de Vancouver, on estimerait entre 3 000 et 3 500 espèces de plantes indigènes. Dans la même région, il y aurait entre 500 et 600 espèces endémiques vasculaires à Vancouver. Voici quelques espèces endémiques de cette région :
Sequoia sempervirens (Taxodiaceae)
Sequoiadendron giganteum (Taxodiaceae)
Darlingtonia californica (Sarraceniaceae),
Vancouvera hexandra (Berberidaceae).
Dans la province des Rocheuses (c’est-à-dire entre le Nord de la Colombie-Britannique à la limite sud des Rocheuses), la diversité est plus haute qu’au Canada, car cette région a moins subi l’influence des glaciations (voir plus bas, dans le chapitre « perturbateurs »). Il existe peu de résumés globaux pour la province des Rocheuses, mais il est estimé que la diversité s’élève à un nombre se situant entre 4 000 et 4 500 espèces.

### Sol
Le sol des Rocheuses est pauvre, et d’une faible épaisseur. Ceci est dû aux nombreuses perturbations que le sol doit subir, l’importance des dénivelés, la présence de certains éléments comme le sélénium, etc. Le temps d’enneigement qui baisse la qualité de la terre, qui empêche le terrain de s’enrichir est aussi un facteur à prendre en compte. Les sols dans les montagnes Rocheuses sont jeunes, et fournissent peu de nutriments aux plantes, ce qui empêche l’implantation de cultures agricoles.

### Altitude
Évidemment, la forêt change de composition à mesure que l’altitude augmente. En effet, les forêts en basse altitude sont plutôt du type steppe, avec des apports de végétaux type prairie, forêts de caducifoliés, désert ou chaparral. Ce sujet est plus développé dans les chapitres ci-dessous (Répartition des espèces et communautés de plantes en fonction de l’altitude). En général, avec une altitude plus élevée, la température baisse, les précipitations augmentent, et le vent est plus fréquent et fort. Les radiations solaires, comme les UV, sont plus fortes car moins filtrées par la masse d’air et les nuages.
Les précipitations annuelles varient entre 600 mm en basse altitude, idéal pour Pinus ponderosa, originaire des montagnes Rocheuses, et plus de 2 000 mm par année dans les hautes altitudes, ce qui est préféré par des espèces de sapinières (spruce-fir en anglais), caractérisées entre autres par le douglas Pseudotsuga menziesii.

### Perturbateurs
Les forêts de conifères tempérées subissent souvent et fortement des perturbations, comme des incendies, du vent, des maladies, des avalanches, des climats extrêmes, du volcanisme, le passage du bétail qui paît, des glissements de terrain, la déforestation par les industries du bois, etc.
Les insectes, comme Dendroctonus rufipennis, peuvent faire des ravages. En effet, dans les années 1940, sur le Plateau White River, au Colorado, cet insecte aurait éliminé tous les individus du genre Picea et la plupart des individus du genre Abies de plus de 10 centimètres de diamètre. L’étendue des dégâts aurait été estimée à 107 m3 de perte de Picea.
Des incendies fréquents permettent de garder la conformation bi-couche de la forêt. Ils surviennent souvent dans les Rocheuses, et ont un grand impact sur la végétation car ils sont fréquents. Un grand nombre d’espèces végétales prennent donc en avantage ce facteur appliquant une grande pression de sélection sur la faune et la flore. Les cycles d’incendies peuvent avoir une durée de 200 à 400 ans dans certaines régions, par exemple dans les sapinières subalpines, tandis qu’en basse altitude, elles peuvent avoir seulement 5-12 années de cycle.
Selon J.R. Habeck (1988), la végétation est toujours en phase de résilience à la suite du retrait de la glaciation et de l’intervalle Hypsithermal, ce qui veut dire qu’elles sont encore en phase d’adaptation. Il pense donc que les forêts que l’on observe aujourd’hui ne sont qu’un instant dans l’infini changement et adaptation de la végétation.
La glaciation du Pléistocène, il y a environ 18 000 ans, a également grandement influencé la flore des Rocheuses. Elle a modifié la répartition latitudinale de la flore en Amérique du Nord, ainsi que la diversité des espèces indigènes. En effet, la région nordique des Rocheuses était à l'époque recouverte par des glaciers, et l’inlandsis de la Cordillère, (Cordilleran Ice Sheet en anglais), tandis que les Rocheuses du Sud et madréennes avaient une couche moins importante de gel. Ainsi, les espèces vivant dans les Rocheuses nordiques se sont moins diversifiées que les végétales du Sud, car elles avaient une reproduction bien plus ralentie qu'au Sud, et des conditions bien plus difficiles.
La neige est également un facteur modifiant profondément la végétation. En effet, elle change la qualité et la nature du sol, empêche l’accès aisé des racines à la terre et provoque des perturbations rudes.
Tous ces troubles expliquent la disparité des forêts de l’ouest du Nord de l’Amérique, et une difficulté d’effectuer une zonation (distribution, répartition des climats, végétation, etc.) de la flore des Rocheuses par les scientifiques.

## Espèces et communautés de plantes par régions de Rocheuses

### Dans les Rocheuses de l'Extrême Nord
Les forêts de l’extrême Nord des montagnes Rocheuse se mélangent avec les forêts boréales de basse altitude environnantes. Les espèces communes de ces forêts montagneuses sont Abies bifolia, Picea engelmannii, et Pinus contorta, qui peuvent s’hybrider avec leur alter ego boréal, respectivement, Abies balsamea, Picea glauca, et Pinus banksiana.
Picea glauca est une espèce particulièrement dominante dans les versants en basse et moyenne altitude. Abies bifolia, quant à lui, est le maître arbre en zone subalpine, c’est-à-dire en haute altitude, la limite forestière se situant à une altitude de 1 400 m.
En basse altitude, en direction du Nord des Rocheuses, l’étendue de l’espèce Picea glauca s’étrécit en une bande, tandis que Picea engelmannii prend de l’ampleur dans la partie subalpine.
La tendance des deux sortes de forêts (boréale et tempérée) à se mêler se retrouve avec les espèces de sous-bois tels les genres Clintonia, Cornus, Linnea, Pyrola, Sorbus, qui se trouvent tout autant dans les forêts montagneuses et que dans les boréales.

### Dans les Rocheuses du Nord
Les forêts des Rocheuses du Nord sont caractérisées par une flore typique des Cascades. Entre 800 et 1500 mètres d’altitude, ce sont les associations de Juniperus scopulorum et Pinus ponderosa qui prédominent. Un écotype de Pinus flexilis se trouve dans ces hauteurs. Les buissons présents dans ces forêts sont Cercocarpus ledifolius et Purshia tridentata.
Au-dessus de 1 800 mètres d’altitude, les forêts sont très riches, diversifiées et productives. Les espèces les plus communes sont Abies grandis, Pseudotsuga menziesii, Thuja plicata, et Tsuga heterophylla.
Dans les régions clémentes de haute altitude, ce sont les espèces Abies bifolia et Picea englemannii qui dominent. Pinus albicaulis et Larix lyallii sont des espèces plus robustes et rustiques qui remplacent Abies bifolia et Picea englemannii dans les régions subalpines ayant les climats les plus rudes.
La limite supérieure de la végétation des Rocheuses du Nord se situe à environ 2700 mètres d’altitude.
La Colombie britannique, couvrant une partie des Rocheuses du Nord et de l'Extrême Nord, est très bien documentée en matière de zone biogéoclimatique. Des cartes très complètes sont accessibles sur le site gouvernemental

### Dans les Rocheuses du Sud
De nombreuses formations végétales caractérisent les Rocheuses du Sud. Il passe du pinyon-juniper au Pinus ponderosa, ainsi qu’une forêt de Pseudotsuga menziesii comprenant des espèces telles Abies concolor et Picea pungens. Il existe des forêts de Pinus contorta, ainsi que des forêts de Pinus aristata. En région subalpine, ce sont des forêts d’Abies bifolia associée à du Picea englemanni qui prédominent. Larix decidua a une place particulière dans les Rocheuses du Sud, décrit plus bas dans la liste des espèces.

### Dans les Rocheuses Madréennes
Comme dit plus haut, il est difficile de faire une zonation des communautés de cette partie des Rocheuses car il y a une très grande diversité et disparité tant au niveau des espèces de végétaux, qu’au niveau de la topographie. On décrit généralement la région madréenne avec une communauté pinyon-juniper au nord, tandis qu’au Sud, on parle plutôt de chênaie-pinus mêlée à des forêts de conifères persistants tels Pinus ponderosa et Pseudotsuga menziesii qui fait association avec Abies concolor et Pinus flexilis.
En haute altitude, les genres dominants sont Picea et Abies.

## Répartition des espèces et communautés de plantes en fonction de l’altitude
Selon Daubenmire (1943), Il est possible de décrire les différentes zones climatiques altitudinales des Rocheuses en utilisant les espèces dominantes qui y sont présentes. C’est évidemment une vision idéalisée de la réalité, car il y a bien plus de facteurs modifiant la végétation que l’altitude, et la végétation ne se répartit pas sous forme de bandes distinctes en fonction de l’altitude. La liste ci-dessous est donc une approximation de ce qui peut être observé dans les Rocheuses, elle n’est en aucun cas parfaitement conforme à la réalité.
Daubenmire (1943) décrit qu'entre l’étage collinéen (0 à 500 mètres d’altitude)  et l’étage alpin (jusqu’à 3 000 mètres d’altitude), il est possible d’observer un dégradé d’associations végétales, qui peuvent définir des zones climatiques.
Celles-ci sont, en ordre de la plus basse altitude à la plus haute :
1. Quercus-Cercocarpus, en anglais oak-mountain mahogany, c’est-à-dire une association végétale Chêne-Cercocarpe, qui est une espèce endémique de l’Amérique du Nord.
2. Juniperus-Pinus edulis, en anglais Juniper-pinyon
3. Pinus ponderosa, en anglais ponderosa pine, est tellement répandu qu’il forme à lui seul une association.
4. Pseudotsuga menziesii, en anglais Douglas fir, est également très commun et important dans les Rocheuses.
5. Picea englemanni-Abies lasiocarpa, en anglais spruce-fir, qui est association avec le sapin, en français une sapinière.

## Espèces notables d’arbres vivant dans les Rocheuses
Voici une liste non exhaustive des espèces de conifères observées dans la région Rocky Mountain, classées par famille.

### Cupressaceae
Juniperus communis: Ce genévrier est répandu dans les montagnes Rocheuses du Canada.
Juniperus horizontalis: Ce genévrier est présent et commun dans les montagnes Rocheuses du Canada.
Juniperus montana : Ce genévrier a la même répartition que Juniperus communis et Juniperus horizontalis.

### Pinaceae
Abies bifolia : est l’une des espèces les plus répandues des montagnes Rocheuses, avec Picea englemannii et Pinus Contorta. Il s’hybride avec Abies balsamea.
Abies lasiocarpa ou Abies subalpina ou Alpine Fir : Abies lasiocarpa est une espèce vivant exclusivement en haute altitude. Elle est répartie sur le versant Est des montagnes Rocheuses, jusqu’aux chaînes de montagnes côtières. Elle y est très répandue et y recouvre une très grande surface, mais est parsemée dans l’Ouest de l’Amérique du Nord. Le débat comme quoi Abies bifolia et Abies lasiocarpa sont la même espèce est encore en cours.
Abies Lowiana ou White Fir : Elle est considérée la même espèce que Abies concolor par les connaisseurs américains. On trouve cette espèce au Sierra Nevada et au Sud des Cascades. Il s’associe parfois avec Pseudotsuga menziesii et Pinus flexilis dans le Sud des Rocheuses.
Larix decidua : Larix decidua est une espèce très particulière dans les Rocheuses du nord. Elle est capable de survivre au-dessus des forêts de conifères persistants, là où la toundra devrait prendre place. Elle crée des micro-environnements qui permettent à des herbacées de montagne de se développer (S.F. Arno and J.R. Habeck 1972).
Picea glauca ou Picea alba ou Epinette blanche : cette espèce vit dans les forêts boréales vierges des montagnes Rocheuses, comme Picea Mariana (ci-dessous), mais elle décline fortement à cause des défrichements, car son bois est très convoité.
Picea mariana ou Épinette noire : l’épinette noire se répartit dans les zones montagnardes boréales, telles les forêts du Canada de haute altitude dans les montagnes Rocheuses, et les marais du Massachusetts. Elle vit dans des sols décalcifiés, riches en tourbe et en eau stagnante, où elle vit parmi les sphaignes (Sphagnum). C’est une espèce très résistante, qui supporte des climats difficiles. Elle aime particulièrement les lieux forestiers qui ont subi des incendies, ce qui est très fréquent dans les Rocheuses, comme vu dans le chapitre "perturbateurs". On la trouve dans des aires de répartition climatique similaires à l'espèce Picea glauca.
Picea engelmannii ou Épinette d’Engelmann : ce conifère grandit dans les zones calcaires des Rocheuses (moraines, rivières asséchées, etc.), et est présent tout aussi bien en basse altitude qu’en haute altitude, où il est l’arbre le plus dominant. En effet, c’est l’une des espèces les plus communes des Rocheuses. Il compose le principal étage de la forêt vierge de ces montagnes. Il supporte bien le froid et apprécie les milieux humides.
Pinus contorta ou pin tordu : Pinus contorta est une espèce qui, dans les régions de l’ouest, fait partie des espèces de la communauté sérale, mais qui peut devenir un arbre de communauté de climax dans les régions les plus au Sud des Rocheuses centrales. La communauté « sérale » est une étape habituellement intermédiaire dans la succession écologique dans les régions où les forêts de conifères sont l’état de climax de la communauté végétale.
Pinus Murrayana, ou pin rouge, serait une sous-espèce de Pinus contorta. Elle est rustique est très répandue dans les montagnes Rocheuses. Elle supporte les régions les plus sèches de l’Amérique du Nord, comme l’Intermountain Region. Il est capable de survivre dans les sols très calcaires et ayant peu d’épaisseur, et se multiplie facilement après des incendies. Par contre, il a besoin de beaucoup de lumière.
Pinus monticola ou Pin argenté : la répartition de ce douglas est très vaste, mais pourtant elle est disparate dans l’Ouest des Montagnes rocheuses. Il est présent dans la forêt de Colombie, Sierra, et près des Cascades. Il s’adapte à toutes sortes de milieux et conditions, mais la rouille (Puccinia sp.) a fait décliner sa population, surtout au Nord.
Pinus ponderosa : les zones de forêts de Pinus ponderosa recouvrent une grande partie de la Colombie britannique, qui est l’État se répartissant sur une partie des Rocheuses du Nord et celles de l'Extrême Nord. Ces forêts se trouvent en basse altitude dans de vallées très sèches.
Il existe une sous espèce "scopulorum", qui se situe plutôt au Nord, et une variété "arizonica" dans le Sud.
Pseudotsuga menziesii, ou P.taxifolia. ou Douglas Fir : est l’une des espèces les plus communes dans les Rocheuses. Ce conifère grandit très vite, ce qui explique la raison pour laquelle il est répandu : il est utilisé pour le reboisement. C’est un arbre très résistant au froid et aux sécheresses moyennes. En effet, il subit aisément les climats arides, car ses racines s’ancrent profondément dans le sol, et il est capable de survivre même en état de déshydratation.
Cette espèce de douglas provient de l’ouest du continent américain, mais s’est étendu dans tout le Nord, car il est utilisé pour la production de bois résineux dans le continent, et il est très rustique. Il a été introduit en Europe il y a une centaine d’années.
Ce conifère est présent dans les forêts de Cascade Range, au Sierra Nevada, au sud et à l’est des montagnes Rocheuses, mais sa répartition s’arrête à l’intermountain region, car elle présente des conditions trop difficiles.
Il possède une sorte de sous-espèce nommée Pseudotsuga glaucua, qui, comme son nom l’indique, possède des épines de couleur glauque. Cette variété vit dans l’Ouest de l'Amérique du Nord, et s’étend dans la partie Sud des montagnes Rocheuses du Canada. C’est une espèce tenace, capable de résister à la sécheresse, au vent et à des altitudes de plus de 1 600 mètres,.
Thuja plicata ou Thuya géant : c’est un arbre très grand, qui aime les sols frais et riches. Il possède une grande aire de répartition. Ce conifère est présent dans la forêt britanno-colombienne, près des côtes, et dans toutes les vallées de l’ouest des montagnes Rocheuses jusqu’en Californie du Nord.

### Rosaceae
Cercocarpus montanus et Flora : C’est une espèce typique de l’Ouest de l’Amérique du Nord, qui se développe dans les plaines et l’étage collinéen. Son nom en anglais est « true mountain-mahogany », ce qui explique que le nom anglais de l’association Quercus-cercocapus soit oak-mountain-mahogany. Ce nom peut provoquer des confusions car « mahogany » est le nom anglais pour « acajou », qui est un végétal absent en Amérique du Nord.

## Animaux
Voici une liste de quelques animaux vivant dans les montagnes Rocheuses.

### Mammifères
Le castor du Canada (Castor canadensis): Appelé «beaver » en Amérique du Nord, ce rongeur possède une grande aire de répartition au Canada, et a été observé dans les montagnes Rocheuses. Des barrages construits par ces ingénieurs naturels sont présents dans des vallées à Petawawa. Il est peu apprécié par les forestiers et les producteurs de bois car son passage cause la mort des arbres alentour.
Le coyote (Canis latrans) : le coyote est répandu dans toute l’Amérique du Nord et est en extension, son aire de répartition recouvrant quasiment toute cette partie du continent. Les sous-espèces présentes dans les Montagnes Rocheuses sont C. l. incolatus, C. l. lestes, et C. l. mearnsi.
Loutre de rivière (Lontra canadensis) : la loutre canadienne est proche de l’espèce européenne.
Loup du Canada (Canis lupus occidentalis) : Est parfois observé dans les montagnes Rocheuses. Il est en danger dans de nombreux États du Nord de l’Amérique. Sa réintroduction est difficile.
Mouffette : skunk en anglais, est souvent écrasée par des automobiles. Il existe plusieurs genres et espèces. Le mustélidé est présent dans toute l’Amérique à l’exception du Nord-Ouest du Canada.
Puma ou cougar (Puma concolor): appelé « mountain lion » en anglais, est en fait assez éloigné du véritable lion (Panthera leo). Son aire de répartition se situe entre le Nord du Yukon (Canada), et le Sud des Andes.
Porc-épic (Erethizon dorsatum): Le porc-épic est, comme la mouffette, souvent écrasé par des voitures, et donc aisément recensable dans les Rocheuses. Il est méprisé par les forestiers et les exploiteurs de bois car il provoque, surtout en hiver, de grands dégâts en rongeant les arbres. En effet, il dégage les arbres de leur écorce pour ensuite se nourrir de leur aubier, c’est-à-dire le phloème et le cambium. Le porc-épic aime surtout le pin sylvestre, qui a été planté dans l’Est du Nord Amérique afin de reboiser la région. Au printemps, ce rongeur aime particulièrement manger les bourgeons de l’érable à sucre (Acer saccharum), qu’il dévore jusqu’à ne plus en trouver. Dès août, ce rongeur se nourrit de pommes jusqu’à la fin de l’été.
Cerf de Virginie (Odocoileus virginianus) : Son nom est « white-tailed deer » en anglais à cause du dessous de sa queue qui est très blanche, et qu’il lève en état d’alerte. C’est un cervidé très répandu et très fréquent dans les parcs nationaux des Rocheuses, surtout dans les Rocheuses du Nord, du Sud du Dakota, au Wyoming, et au Sud de la Colombie britannique. Ceci comprend les Prairies des vallées et des contreforts du Montana. Il est remplacé par l’espèce Odocoileus hemionus, dit « black-tailed deer », dans le reste de l’Amérique du Nord.
Chèvre des montagnes Rocheuses (Oreamnos americanus): Il est le plus grand mammifère vivant en haute altitude, et il est capable de vivre dans des montagnes s’élevant de 4 000 mètres.
Élan ou orignal (Alces sp.): Son nom est « moose » en anglais. Il est surtout répandu au Canada, car il aime les milieux inondés.
Ours noir (Ursus americanus) : l’ours noir est répandu dans toute l’Amérique du Nord, mais n’est fréquent que dans les parcs nationaux. Il vient souvent se nourrir dans des dépôts de produits ménagers. Il détruit souvent des arbres fruitiers – surtout des pommiers –, saccage des habitations et engloutit des ruches en automne, car il a irrémédiablement besoin de stocker une grande quantité de graisse pour pouvoir passer l’hiver en hibernant.
Grizzli (Ursus horribilis) : il est bien plus agressif que l’ours noir, mais l’Homme le rencontre beaucoup moins, car il vit en haute montagne, à plus de 1 800 mètres d’altitude. Il n’hésite pas à attaquer les randonneurs et les grimpeurs, contrairement à son homologue plus doux, l’ours noir, qui approche souvent l’homme pour quémander de la nourriture.
Wapiti (Cervus canadensis) : il est nommé « Elk » dans la région. Il est devenu assez rare, et on en trouve presque plus que dans les parcs nationaux.

### Oiseaux
Colin des montagnes (Oreortyx pictus), Merle d'Amérique (Turdus migratorius), communs dans les jardins de l’Est du Canada, Geai bleu (Cyanocitta cristata), Tétras des armoises (Centrocercus urophasianus), Roselin familier (Haemorhous mexicanus).

### Reptiles
Crapaud cornu (Phrynosoma cornutum).